# Центар за кинеске студије Филозофски факултет Пале
Центар за кинеске студије који функционише при Филозофском факултету Универзитета у Источном Сарајеву јесте културни, научни и језички центар за афирмацију кинеског језика и културе у оквиру.

## Историја
Иницијативом Филозофског факултета, те њему припадајуће Катедре за синологију и Амбасаде НР Кине у БиХ, 2018. године основан је Центар за кинеске студије Филозофког факултета Универзитета у Источном Сарајеву. Центар за кинеске студије основан је као платформа за промоцију кинеске културе, али и кинеско-српских културних веза. 

## Активности
Центар за кинеске студије од 2018. године организује бесплатне курсеве кинеског језика за заинтересоване полазнике.Уз курсеве језика, Центар за кинеске студије у сарадњи са Амбасадом НР Кине у БиХ организује бројне манифестације у служби промоције кинеског језика и културе. Центар за кинеске студије заслужан је и за први семинар о настави кинеског језика у БиХ, на ком су учествовале битне држвне и регионалне институције, у циљу размјењивања искустава и промовисања међусобне комуникације и сарадње у области наставе кинеског језика. Најпосјећеније активности у организацији центра су школа кинеског плеса, секције кинеске калиграфије, те секције пинг-понга и борилачких вјештина. У сврху културног промовисања, Центар барем два пута годишње организује вечери кинеског филма и музике, изложбе фотографија, предавања посвећена култури, књижевности и историји Кине, као и културно - умјетничке програме на којима су ангажовани студенти са све четири године академског студија. Кроз промоцију кинеске културе и језика, Центар за кинеске студије је остварио и изузетну сарадњу са Универзитетима у региону, као и Културним центром „Пале“, Матичном библиотеком Источно Сарајево, Кинотеком Републике Српске, многим ТВ и радио станицама и културно-умјетничким  друштвима.